# Emil Hagström
Emil Daniel Hagström (ur. 23 października 1883 w Hannäs, zm. 19 marca 1941 w Nacka) – szwedzki żeglarz, olimpijczyk.
Na regatach rozegranych podczas Letnich Igrzysk Olimpijskich 1912 wystąpił w klasie 8 metrów zajmując 5 pozycję. Załogę jachtu K.S.S.S. tworzyli również Arvid Sjöqvist, Fritz Sjöqvist, Gustaf Månsson, Ragnar Gripe i Thorsten Grönfors.